# Adelchis de Benevento

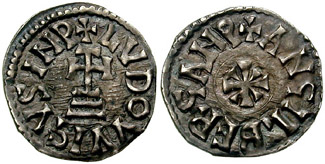
Un denier emis de Adelchis

Monograma lui Adelchis de pe un denaro

Adelchis (d. mai 878) a fost principe longobard de Benevento de la 854 până la moarte.
Adelchis era fiul principelui Radelchis I de Benevento și a succedat fratelui său, Radelgar din 854. 
Adelchis a fost nevoit să prezerve independența principatului de Benevento în fața tot mai deselor raiduri ale sarazinilor dinspre sud, ale împăratului Ludovic al II-lea dinspre nord, și ale Bizanțului dinspre răsărit. La început, Adelchis nu a avut succes în confruntările cu musulmanii. El a fost înfrânt la Bari în 860 și silit să încheie cu emirul un armistițiu și să plătească tribut. În evoluțiile ulterioare, el a trebuit să recurgă la ajutorul împăratului occidental. În 866, acesta a reușit să îi respingă pe sarazini, iar în 871 Bari a fost recuperat de creștini. În continuare, Ludovic a încercat să instituie un mai mare control asupra sudului Italiei prin încartiruirea trupelor germane în fortărețele beneventine.
Replica lui Adelchis față de această acțiune a constat în închiderea și jefuirea împăratului însuși pe când se afla în palatul princiar din Benevento în luna august a aceluiași an. O lună mai târziu, sarazinii au debarcat cu o nouă forță de invazie, drept pentru care Adelchis l-a eliberat pe Ludovic, pentru a relua armele. Adelchis l-a silit pe împărat să jure că niciodată nu va reveni la Benevento în fruntea unei armate sau să se răzbune pentru detenție. Ludovic a mers la Roma în 872 și a fost eliberat de jurământ de către papa Adrian al II-lea la 28 mai 872. Împăratul a căutat să îl pedepsească pe Adelchis, însă fără succes, întrucât între timp conducătorul Beneventului îi chemase în ajutor pe bizantini.
De asemenea, Adelchis a fost ultimul conducător longobard care revizuit Edictum Rothari.
Adelchis a murit asasinat în 878, fără a avea fii, așa că succesiunea a fost preluată de nepotul său, Guaifer. Fiica lui Adelchis, Ageltruda, a devenit soția ducelui Guy al III-lea de Spoleto.